# دريقة إثنا عشرية السداة
دريقة إثنا عشرية السداة (الاسم العلمي:Aspidistra dodecandra) هي نوع من النباتات تتبع جنس الدريقة من الفصيلة الهليونية. تم وصف هذا النوع من النبات علمياً لأول مرة من قبل فرانسوا غانيبان وهانس-يورغن تيليش سنة 2005.